# Oreopolus
Oreopolus là một chi thực vật có hoa trong họ Thiến thảo (Rubiaceae).

## Loài
Chi Oreopolus gồm các loài: